# Lochness
Lochness — сорок восьмой студийный альбом итальянской певицы Мины, выпущенный в 1993 году на лейбле PDU. На двойном альбоме по традиции представлены кавер-версии и оригинальный материал. Альбом смог достичь первого места в итальянском хит-параде, а также 29-го в общеевропейском.

## Список композиций
| №                   | Название                                               | Автор(ы) | Длительность |
| ------------------- | ------------------------------------------------------ | --- | ------------ |
| 1.                  | «Everything Happens to Me»                             | Том Адаир, Мэтт Деннис | 5:35         |
| 2.                  | «Joana Francesa»                                       | Шику Буарки | 3:48         |
| 3.                  | «Body and Soul / Non so dir (ti voglio bene) / Nuages» | Джонни Грин, Фрэнк Эйтон, Эдвард Хейман, Роберт Саур / Пьетро Гаринеи, Сандро Джовани, Джорни Крамер / Джанго Рейнхардт, Жак Лори | 5:58         |
| 4.                  | «Nostalgias»                                           | Энрике Кадикамо, Хуан Карлос Кобьян                                                                                               | 4:06         |
| 5.                  | «Parlami d’amore Mariù»                                | Эннио Нери, Сезаре Андреа Биксо                                                                                                   | 2:00         |
| 6.                  | «Love Me»                                              | Майк Столлер, Джерри Либер | 3:23         |
| 7.                  | «Adoro»                                                | Армандо Мансанеро | 4:35         |
| 8.                  | «Con il nastro rosa»                                   | Могол, Лучо Баттисти | 4:55         |
| 9.                  | «La notte»                                             | Никола Салерно, Сальваторе Адамо                                                                                                  | 3:52         |
| 10.                 | «Teorema»                                              | Герберт Пагани, Марко Феррадини                                                                                                   | 4:47         |
| Общая длительность: | Общая длительность:                                    | Общая длительность: | 43:02        |

| №                   | Название            | Автор(ы)                               | Длительность |
| ------------------- | ------------------- | -------------------------------------- | ------------ |
| 1.                  | «Sì, l'amore»       | Помодоро, Массимилиано Пани            | 4:05         |
| 2.                  | «L’irriducibile»    | Альберто Де Мартини, Массимилиано Пани | 4:20         |
| 3.                  | «Stile libero»      | Клаудио Санфилиппо                     | 3:02         |
| 4.                  | «Raso»              | Джованни Донцелли, Венченцо Леомпорро  | 4:30         |
| 5.                  | «Mille motivi»      | Бьяджо Антоначчи, Массимо Боцци        | 4:36         |
| 6.                  | «Se avessi tempo»   | Массимо Биццарри, Риккардо Коччанте    | 4:14         |
| 7.                  | «Om mani peme hum»  | Марчелла Брицци                        | 4:57         |
| 8.                  | «Sì che non sei tu» | Джованни Донцелли, Венченцо Леомпорро  | 3:00         |
| 9.                  | «Ti accompagnerò»   | Фабрицио Берлинчиони, Мауро Кулотта    | 4:42         |
| 10.                 | «Ninna pà»          | Лука Раффаэлли                         | 2:57         |
| Общая длительность: | Общая длительность: | Общая длительность:                    | 40:28        |

## Чарты

### Еженедельные чарты
| Чарт (1993)              | Высшая позиция |
| ------------------------ | -------------- |
| Европа (Music & Media)   | 29             |
| Италия (Musica e dischi) | 1              |

### Годовые чарты
| Чарт (1993)              | Позиция |
| ------------------------ | ------- |
| Италия (Musica e dischi) | 35      |